# Якобус Принс
Якобус „Ко“ Принс (на нидерландски: Jacobus „Co“ Prins, роден на 6 май 1938 в Амстердам; починал на 25 септември 1987 в Антверпен) е бивш холандски футболист.
Преминава през 1963 г. от Аякс Амстердам в германския Кайзерслаутерн, където изиграва 36 мача в Първа Бундеслига до 1965 г. и бележи 9 гола. След това Принс се завръща в Аякс, а по-късно облича екипите на американските отбори Питсбърг Фентомс и Ню Йорк Дженералс и холандските Маастрихт и Хелмонд Спорт. За националния отбор на Холандия Якобус Принс записва 10 мача с 3 гола.
„Ко“ Принс е един от първите чужденци, които играят в бундеслигата, а извън терена е истински ексцентрик. Известен става с кадилака си, с който често посещава квартала на червените фенери в Манхайм. И до днес се носят слухове в Пфалц за странностите в характера на холандеца.
На 25 септември 1987 г. Якобус Принс внезапно получава сърдечна недостатъчност по време на футболна среща на ветерани и на същия ден умира.